# 贝尔特里
贝尔特里（法語：Bertrix，法語發音：[bɛʁtʁi]）是比利时瓦隆大区盧森堡省讷沙托区的一个市镇，通行法语，是比利时法语社群的一部分，面积137.70平方千米，人口8,763人（2018年1月1日）。

## 友好城市
- 法國 沙尔姆